# Чертоза
Пави́йская черто́за,  Черто́за ди Пави́я  (итал. La Certosa di Pavia), полное название: Картезианский монастырь Санта-Мария-делле-Грацие (итал. Monastero Certosa di Santa Maria delle Grazie) — монастырь и святилище Святой Марии Милующей картезианского ордена в современной итальянской провинции Павия. Расположен примерно в восьми километрах к северу от столицы провинции, города Павия по дороге на Милан. Чертоза-ди-Павия являет собой исключительный по степени сохранности пример искусства ломбардской школы. Построенный в конце XIV века по приказу миланского герцога Джан Галеаццо Висконти во исполнение обета его жены Катерины от 8 января 1390 года, монастырь был завершён примерно за пятьдесят лет; он стал усыпальницей миланских герцогов Висконти и Сфорца.
«Итальянские чертозы представляют собой выдающиеся памятники архитектуры и сокровищницы искусства. Они хранят древние реликвии, предметы церковной утвари, ювелирные изделия из золота и драгоценных камней, византийские иконы, шёлковые ткани, уникальные манускрипты. Павийскую чертозу называют „Чертозой грациозности“ (лат. Gratiarum Carthusia)».
Монументальный комплекс Павийской чертозы отражает различные архитектурные стили, от поздней итальянской готики до итальянского Возрождения, и демонстрирует вклад многих архитекторов и декораторов того времени, от Бернардо да Венеция до Джованни Солари, его сына Гвинифорте, Джованни Антонио Амадео, Кристофоро Ломбардо и многих других.

## История
Готическая в своей основе церковь была заложена Джаном Галеаццо Висконти 27 августа 1369 года. Над первым проектом здания монастырской церкви по планам Бернардо да Венециа работали три архитектора: Марко да Карона, Джакомо да Кампионе и Джованнино де Грасси. Строительством руководил Марко Солари (ок. 1355—1405). В период кватроченто храм приспосабливали к ренессансным вкусам другие представители этого семейства — Джованни и его сын Гвинифорте Солари. Со смертью герцога в 1402 году работы прекратились. В 1412 году второй сын Джан Галеаццо и наследник герцогства, Филиппо Мария Висконти, дал новый толчок строительству, поручив работу Джованни Солари, который работал над церковью с 1428 по 1462 год, даже после смерти Филиппо Марии (1447) и завоевания герцогства Франческо I Сфорца (1450). В 1434 и 1454 годах были построены соответственно внутренний вестибюль и второй вестибюль. Затем работы перешли к сыну архитектора, Гвинифорте Солари, который работал там до 1481 года. Позднее Джованни Антонио Амадео продолжил строительство между 1481 и 1499 годами при герцоге Лодовико Сфорца иль Моро.

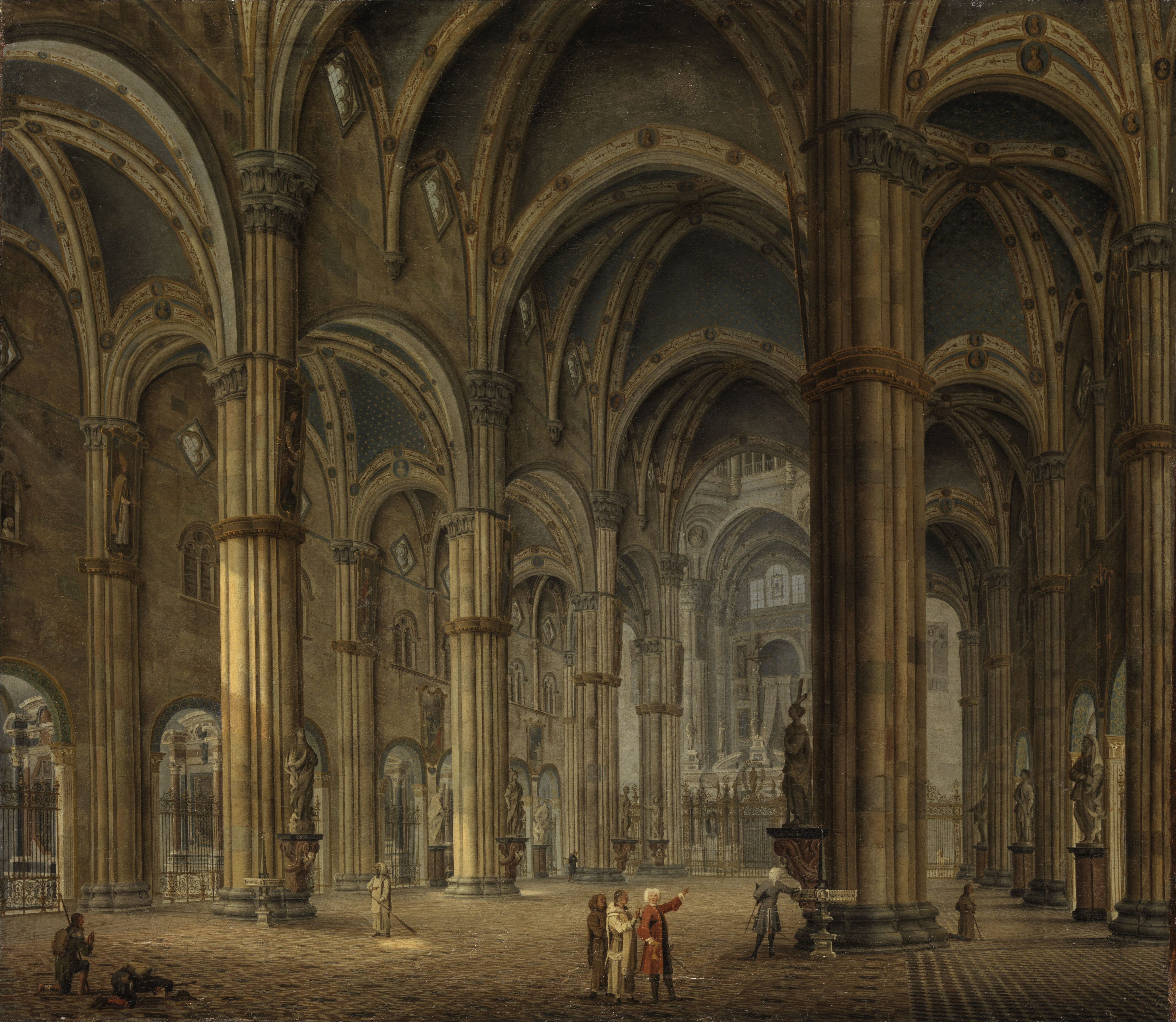
M. Де Хазе. Внутренний вид церкви Павийской чертозы. 1760-е гг. Холст, масло

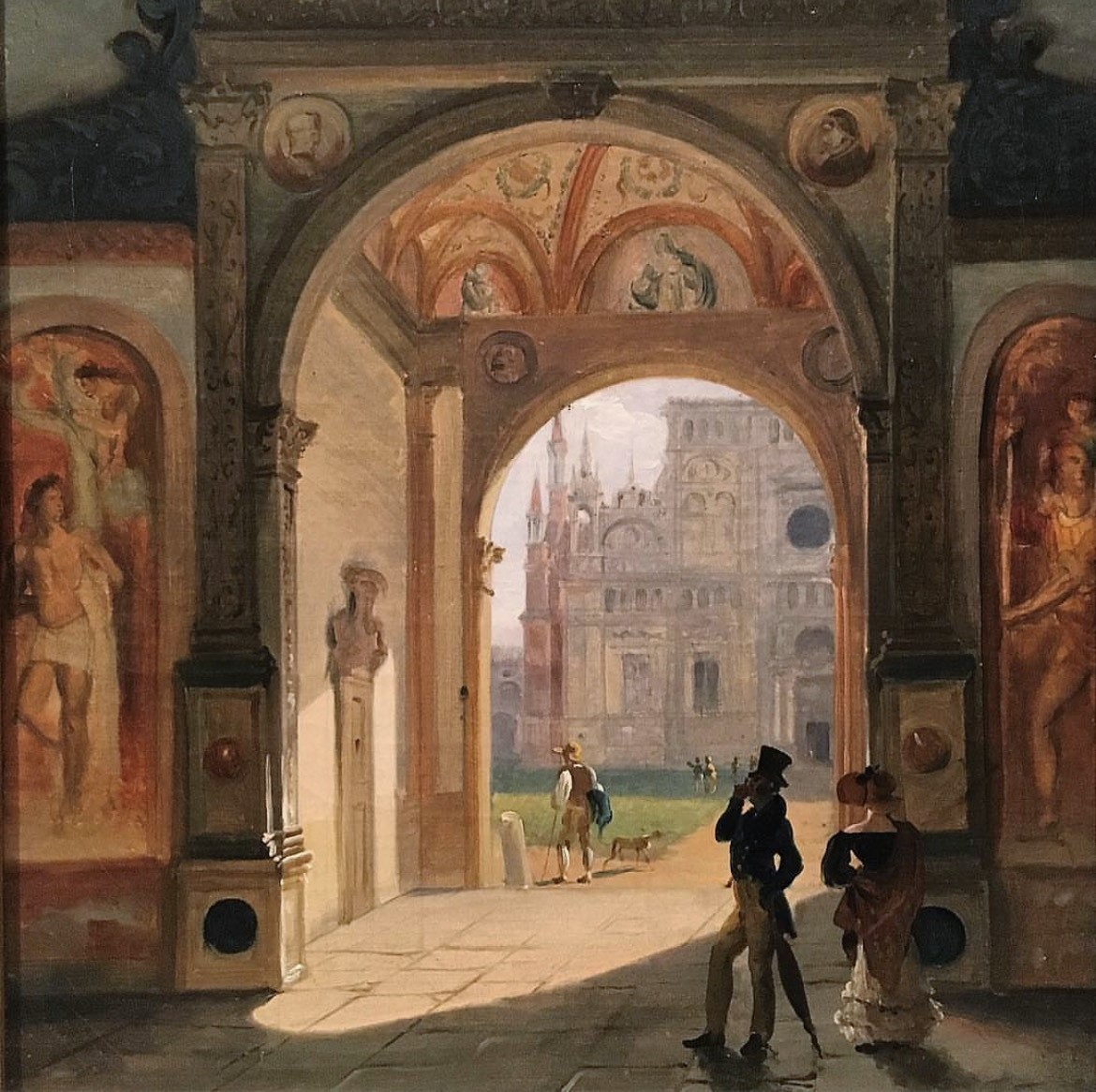
Дж. Мильяра. Вход в павийскую Чертозу. 1820-е гг.

Своим окончательным видом Чертоза-ди-Павия обязана архитектору Джованни Антонио Амадео. Большой монастырь был окончательно устроен в 1472 году. 1 марта 1474 года внушительная процессия из более чем четырёх тысяч человек, в том числе монахи, послы, дворяне, профессора университета и простолюдины, вышедшие из замка Павии, сопровождали прах основателя Джана Галеаццо до Чертозы. Торжественные похороны были увековечены в барельефах церковного портала. Храм был освящён 3 мая 1497 года; отделочные работы продолжались после этого в течение десяти лет. Нижняя часть фасада была завершена только в 1507 году, а трансепт и новая сакристия были перестраивались в XVI и XVII веках.
В октябре 1524 года французский король Франциск I останавливался в Чертозе, прежде чем начать осаду, которая закончилась битвой при Павии в 1525 году. Постройки Чертозы расширялись и обогащались произведениями искусства при кардинале, архиепископе Милана Федерико Борромео, известного покровителя наук и искусств.
При австрийском правлении 16 декабря 1782 года монастырь был закрыт. В 1784 году пустующие здания заняли монахи цистерцианского ордена. Но монахи были изгнаны австрийским императором Иосифом II, который конфисковал имущество всех орденов своих поместий. Монастырь был окончательно упразднён в 1798 году администрацией Цизальпинской республики.
В 1798 году монастырь перешёл к кармелитам, но он подвергся жестокому разорению войсками Наполеона Бонапарта. В 1810 году был закрыт до 1843 года. 7 июля 1866 года монастырь был объявлен национальным памятником Италии, а церковное имущество перешло в собственность Итальянского Королевства, но до 1879 года в монастыре продолжали жить некоторые картезианские монахи.
В 1912 году под руководством Луки Бельтрами начались реставрационные работы монастырского комплекса, чему способствовало сотрудничество с ведомством строительства Миланского собора, поставлявшего много каменного материала по выгодной цене. Во время Первой мировой войны большинство произведений искусства Чертозы были вывезены в Рим, чтобы избежать их повреждения в результате военных действий. 1 октября 1930 года папа Пий XI решил вновь доверить это место картезианцам.
Во годы фашизма монастырь один раз 31 октября 1932 года посетил Бенито Муссолини. Во время Второй мировой войны Чертоза была покрыта строительными лесами и мешками с песком, чтобы защитить её от бомбардировок.
С 1968 года в зданиях Чертозы размещается небольшая цистерцианская община. В наше время Чертозой управляют цистерцианские монахи «Приората Пресвятой Девы Марии Чертоза Тичинезе» под руководством приора Селестино Паренте. В помещении, прилегающем к монастырю, находится Музей Чертоза ди Павия.

## Архитектура и произведения искусства
Главный фасад Павийской чертозы производит впечатление огромного реликвария или увеличенной драгоценной шкатулки. Мелкий причудливый декор, сочетающий элементы разных стилей — ломбардской готики, венецианского, мавританского, — совместная работа братьев Мантегацца, архитектора и скульптора Джованни Антонио Амадео и его ученика Андреа Бриоско, или Риччьо. Фасад создавали в 1473—1499 годах, но он считается неоконченным. Верхнюю часть в 1560 году оформил архитектор и скульптор Кристофоро Ломбардо. Фасад украшен разноцветным мрамором в «инкрустационном стиле», медальонами, воспроизводящими античные рельефы, статуями святых в нишах, тонкими колонками, гирляндами, аркатурами, рельефами на библейские сюжеты, иллюстрирующими историю картезианского ордена. Столь необычную композицию дополняют башенки, профилированные карнизы и позолота. Стиль Павийской чертозы называют «цветистым». Этот стиль интересен также тем, что демонстрирует непосредственный переход от готики к маньеризму, минуя классицистическую стадию, закономерную в искусстве Флоренции и других городов Тосканы. Такой переход характерен именно для ломбардской школы. Влияние «цветистого стиля» на монастырскую архитектуру Южной Франции, Италии и Испании было весьма значительным. Во многих странах «севернее Альп» об искусстве Итальянского Возрождения благодаря славе Павийской чертозы и гравюрам, изображающим её здания и интерьеры, судили чаще по «чертозианскому стилю», чем по менее известным в то время классицистическим постройкам Ф. Брунеллески и Л. Б. Альберти 
Нижний ярус главного фасада оформлен мраморными барельефами античных героев и императоров: Александра Македонского, Юлия Цезаря, Октавиана Августа, философов и учёных. Лучше сохранился декор верхней части фасада, выполненный Бернардино де Росси в 1508 году.
Церковь имеет план латинского креста. Пространство, разделённое на три нефа с апсидой и трансептом, перекрыто крестовыми сводами на остроконечных арках — идея, вдохновлённая, хотя и в меньшем масштабе, образом Миланского собора. Три полукруглые апсиды завершают главный неф и рукава трансепта, образуя в плане трифолий (трилистник), а средокрестие замысловатыми пересечениями создаёт квадрифолий, или восьмиконечную звезду (октограмму), чему придавали символическое значение эмблемы Девы Марии.
В интерьерах чертозы преобладает готический стиль. Внутри мраморная арка с растительными мотивами украшена медальонами с изображениями Джан Галеаццо и Филиппо Мария Висконти. По сторонам святые Христофор и Себастьян работы Бернардино Луини, последователя Леонардо да Винчи. В интерьере часто встречается монограмма GRA-CAR (Gratiarum Chartusia).
В капеллах южного нефа можно видеть фрески и алтарный полиптих конца ХV века работы Бергоньоне, а также, в боковых капеллах, скульптурные и живописные работы Перуджино, Винченцо Фоппа, Луини и Гверчино. В нескольких окнах прекрасно сохранились витражи XV века.
Над созданием надгробия основателя монастыря Джангалеаццо Висконти в 1490-х годах работали Кристофоро Романо и Бенедетто Бриоско. Скульптурное убранство гробницы Лодовико Моро и Беатриче д’Эсте было перенесено сюда в 1564 году из миланской церкви Санта-Мария-делле-Грацие.
Монахи ордена славились изделиями мебели и реликвариями, облицованными мозаикой из кусочков чёрного дерева, слоновой кости, перламутра, образующими мелкий геометрический узор. Такая мозаика получила название чертозианской.
К церкви пристроен квадратный двор с галереей (большой клуатр), в свою очередь, примыкающий к двору монастыря, на который выходят монашеские кельи.

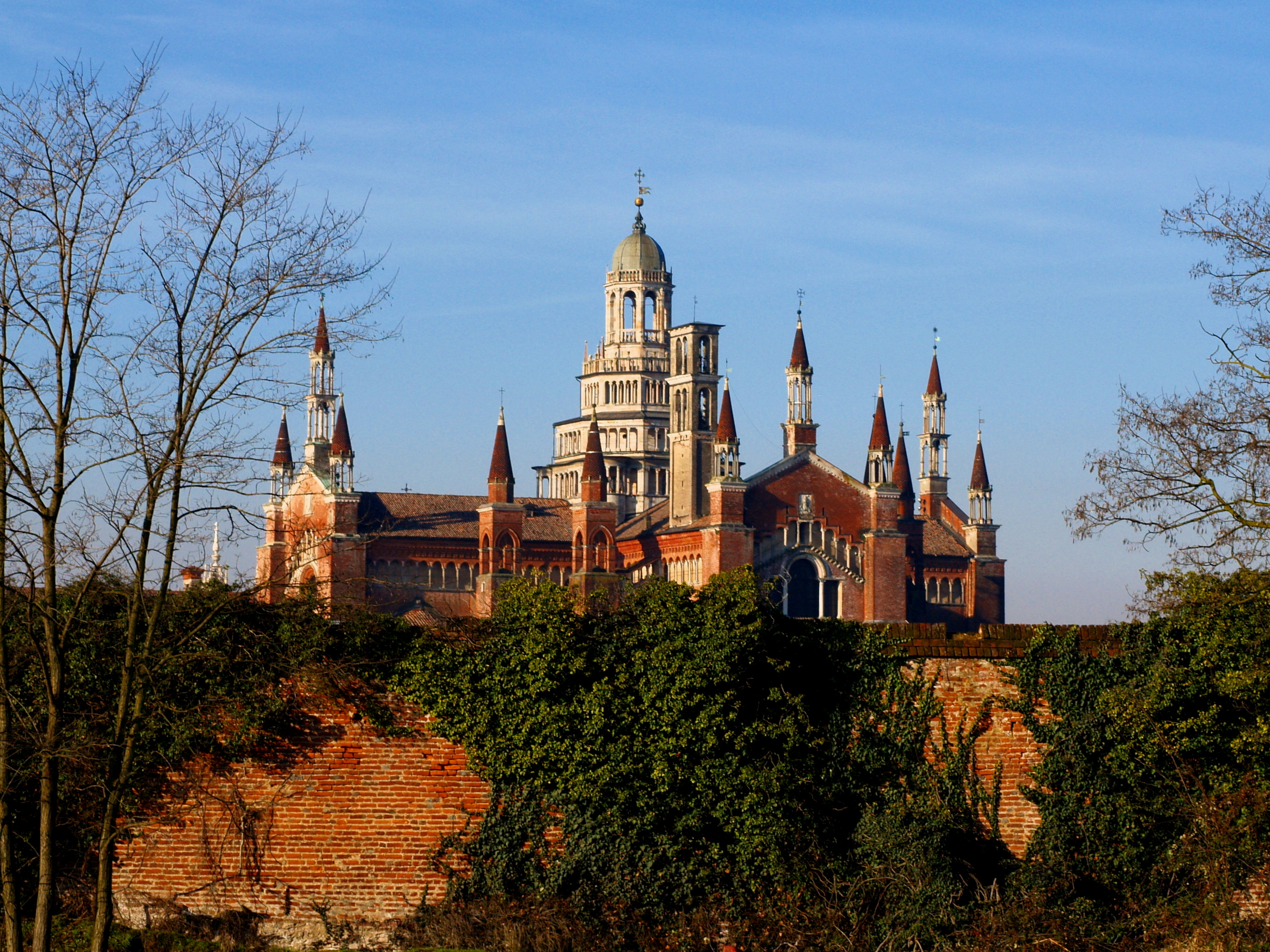
Чертоза ди Павия. Панорамный вид
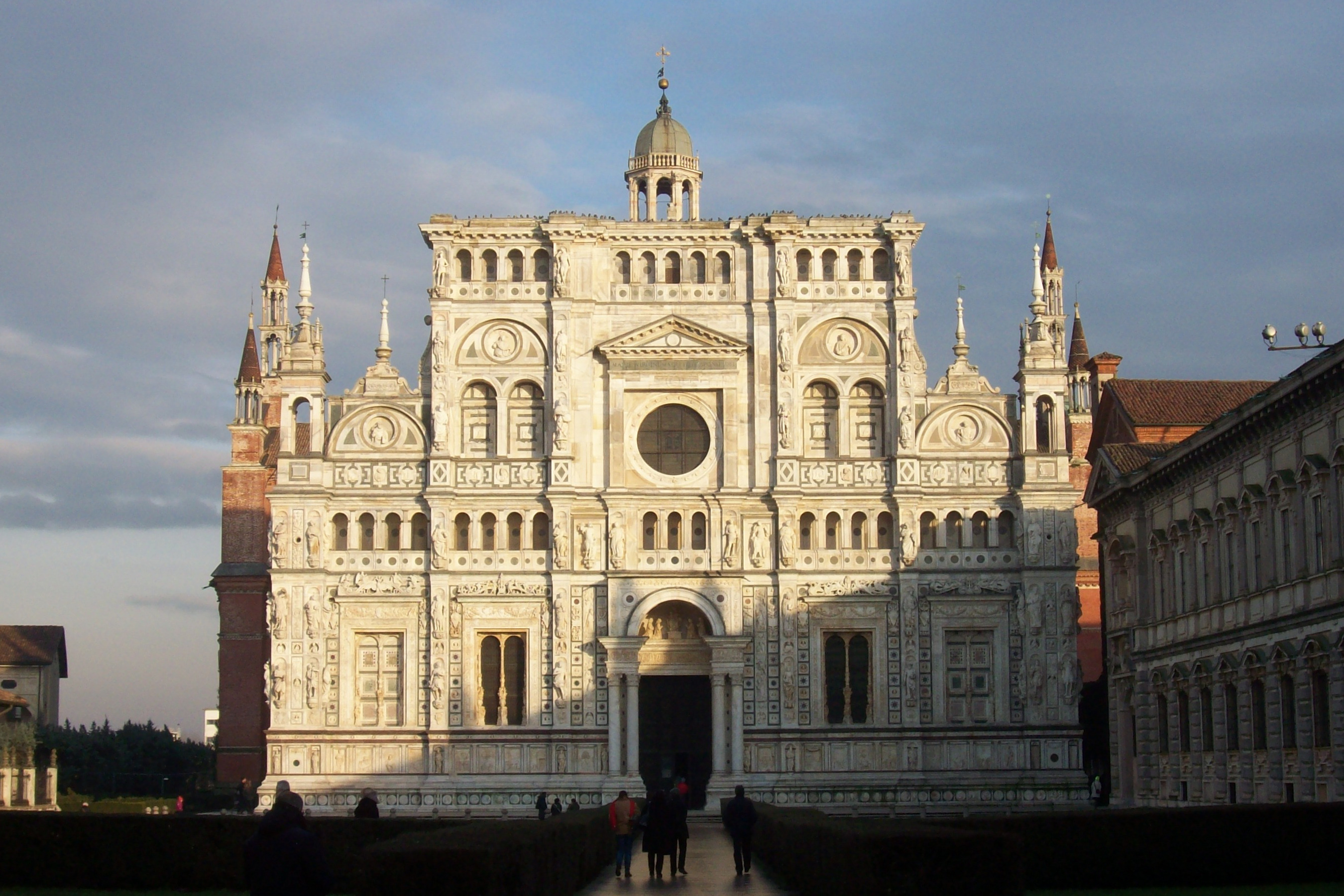
Главный фасад павийской Чертозы
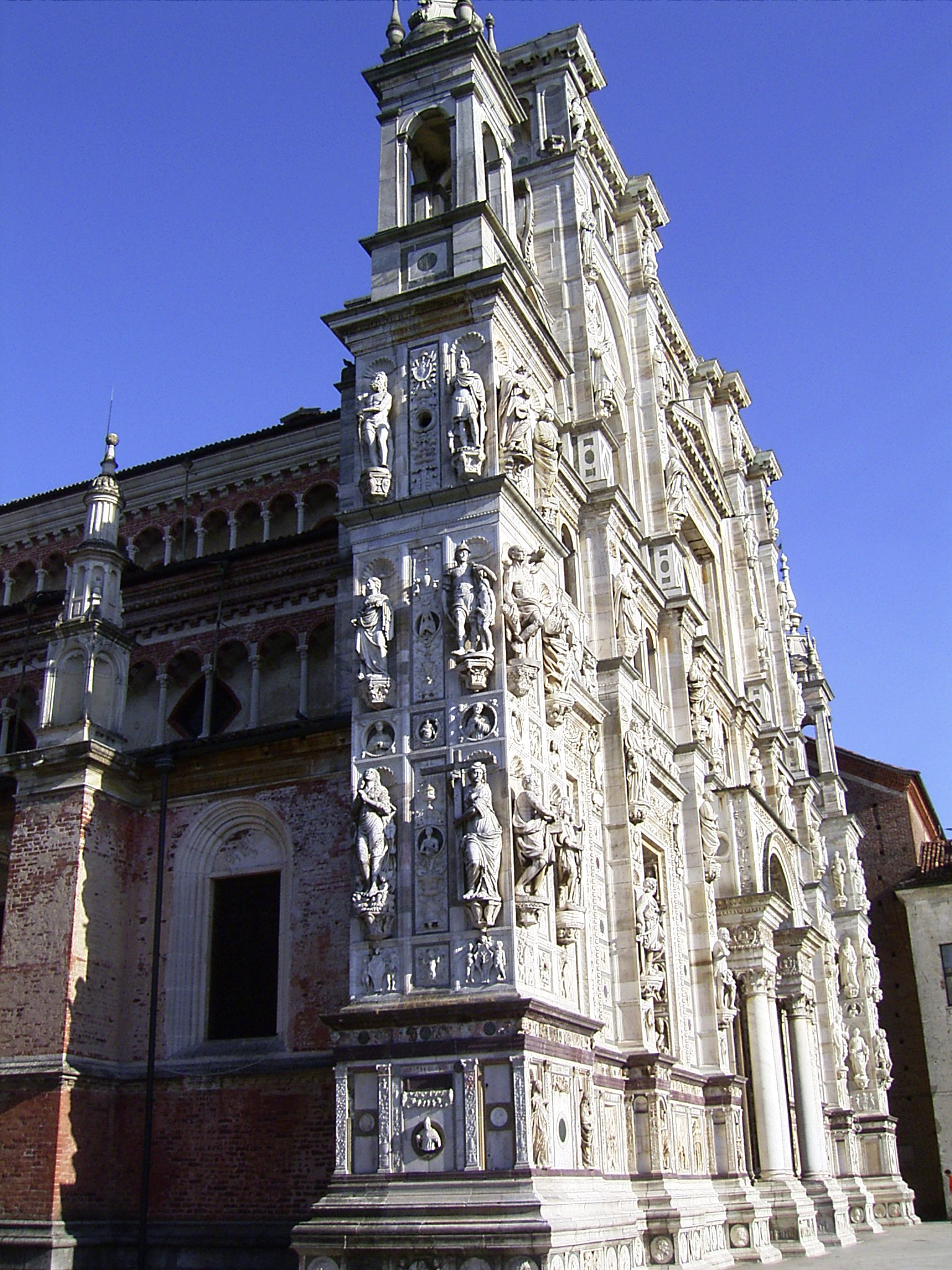
Фасад в ракурсе
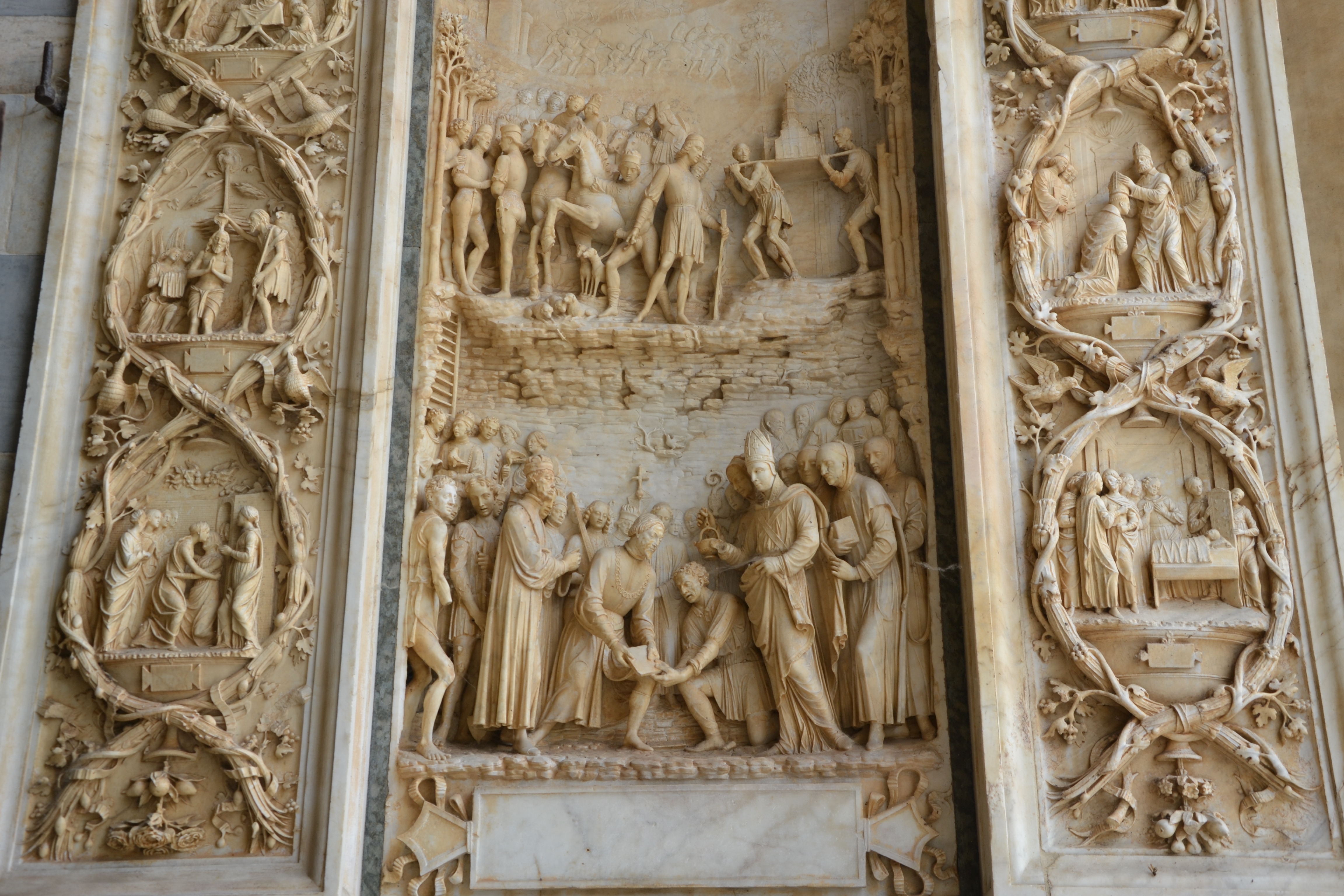
Б. Бриоско. Джан Галеаццо Висконти, закладывающий первый камень. Барельеф портала «Истории из жизни святого Амвросия и жизни Иисуса Христа». 1501
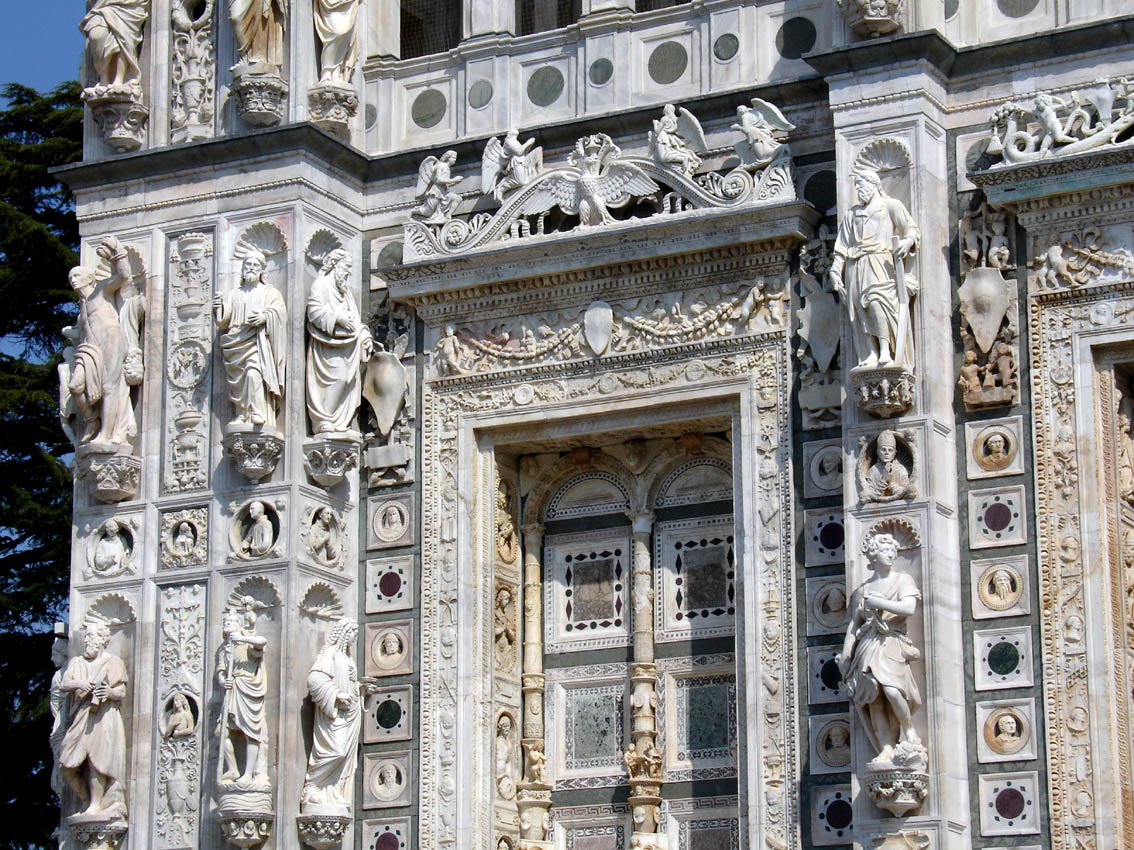
Деталь фасада
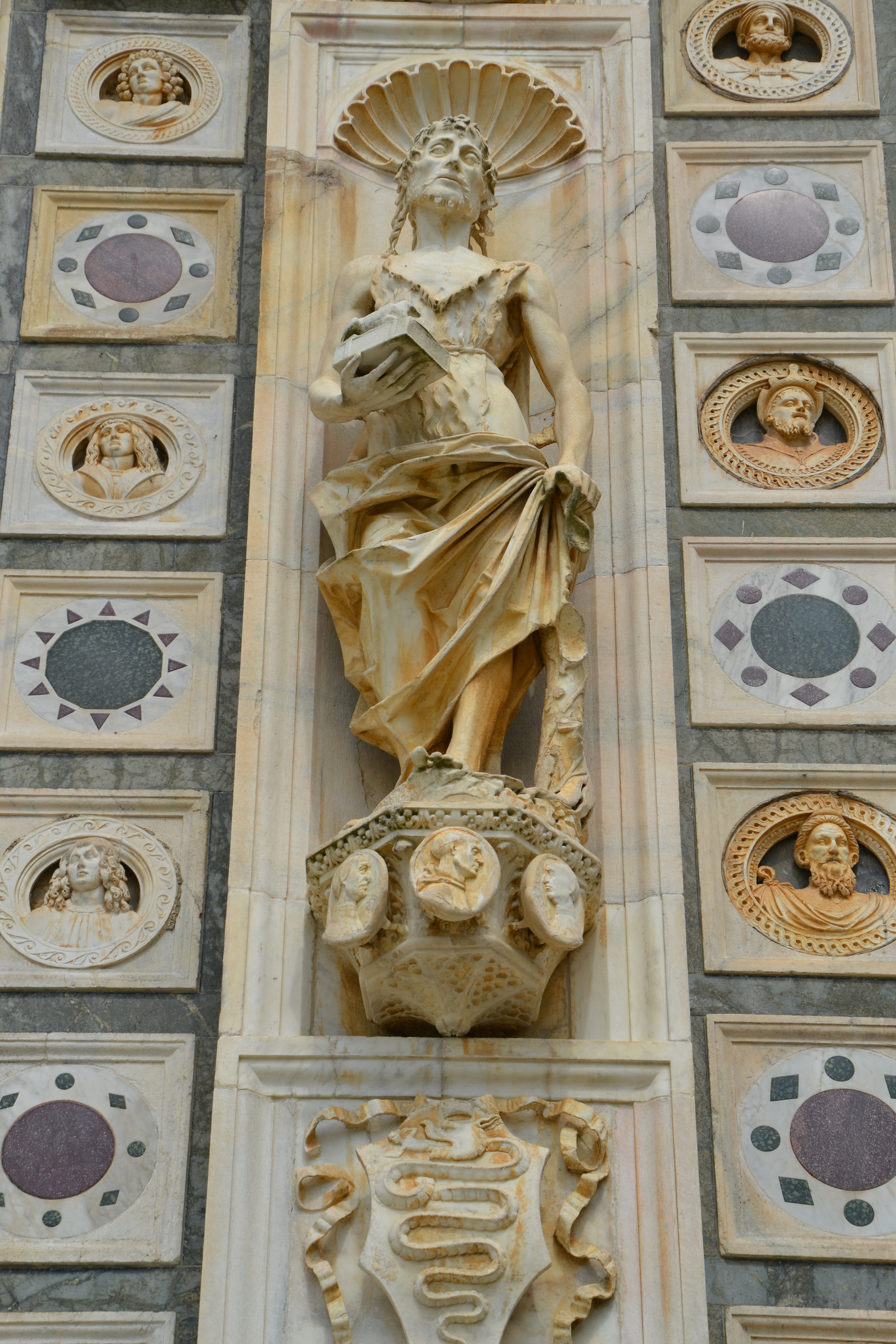
Антонио и Кристофоро Мантегацца. Иоанн Креститель. Статуя фасада
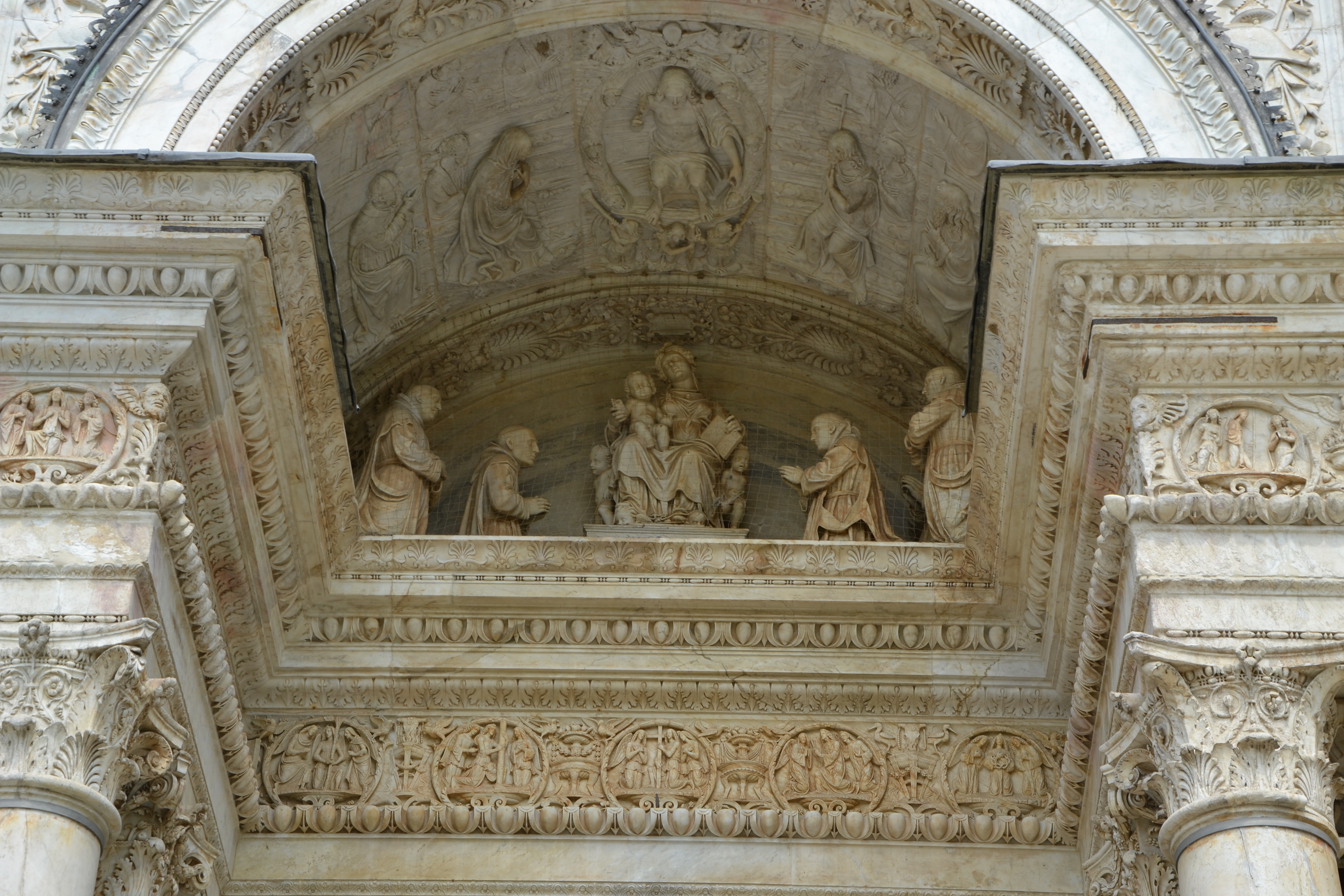
Б. Бриоско. Арка портала церкви. 1501
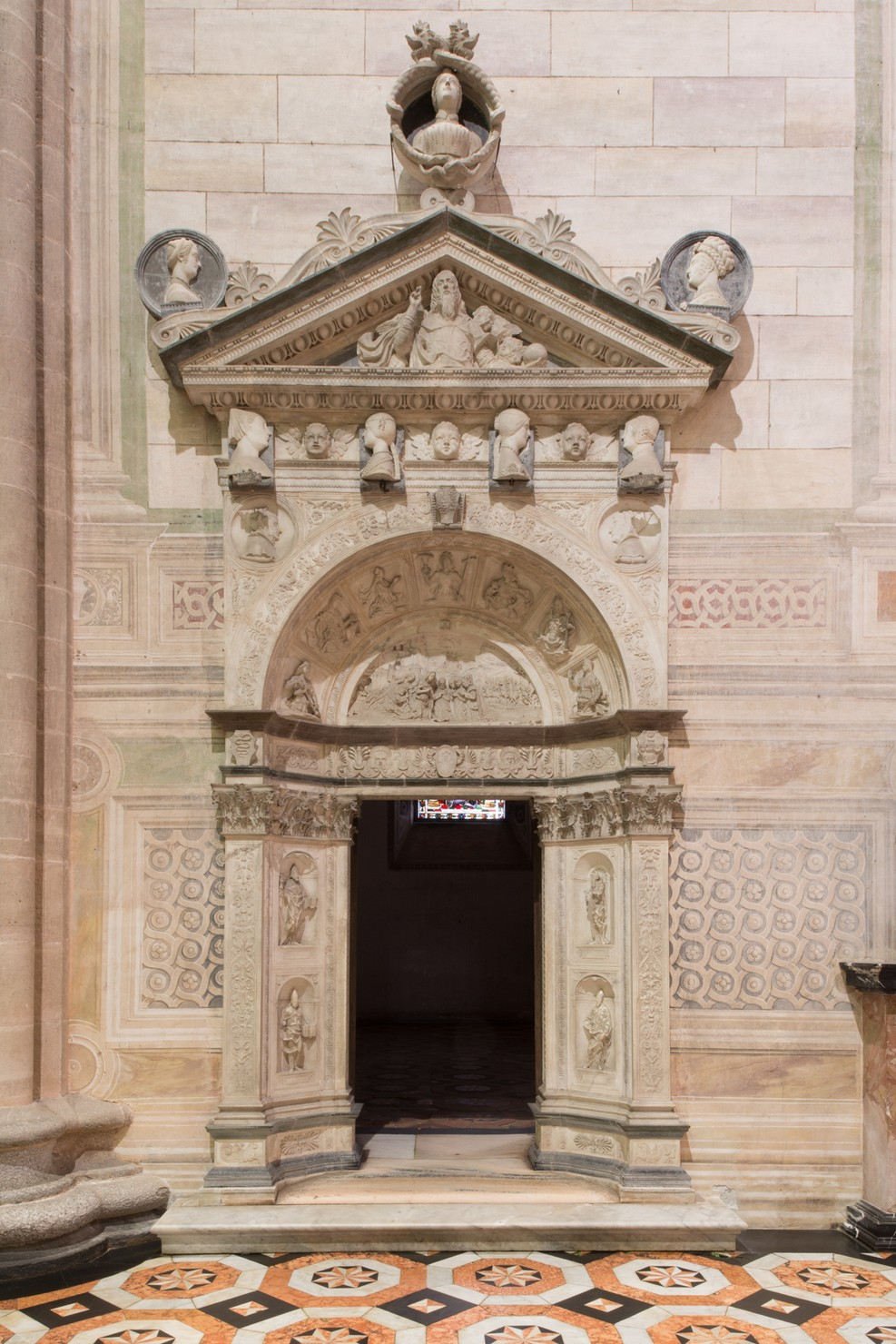
Портал фасада

## Оценки
- Выдающийся швейцарский историк Якоб Буркхардт писал в путеводителе «Чичероне» (1855) о чертозе: «Помимо кафедрального собора Орвието чертоза — первая по роскоши декоративная постройка Италии и во всём мире… Роскошь в сочетании со вкусом к декорированию, отличающие хотя бы один только нижний этаж, обеспечили единственное в своем роде и несравненное целое»[11].
- Посетивший в начале XX века чертозу русский литератор и историк искусства П. П. Муратов высказался более скептично: «Чертоза была задумана как воплощение всех свойств, способностей и особенностей ломбардского строительства на переходе его от кватроченто к чинквеченто. Со всей ясностью сказалось здесь, что ломбардская архитектура вне Браманте была искусством ограниченно декоративным и что ломбардская скульптура, вне тосканских влияний, была чем-то исключительно прикладным. Все грандиозное сооружение Чертозы, от первого и до последнего камня, было делом рук великолепнейших, каких свет никогда не создавал, ремесленников, возомнивших себя художниками. Идея, священная для ренессансной архитектуры, идея, которая присутствует в самой скромной церковке, в самом простом крестьянском доме Тосканы, и не снилась здесь. При всех мотивах и орнаментах богатейшей своей декорировки Чертоза осталась готичной, по существу, нисколько не менее, чем готично разубранный Миланский собор».

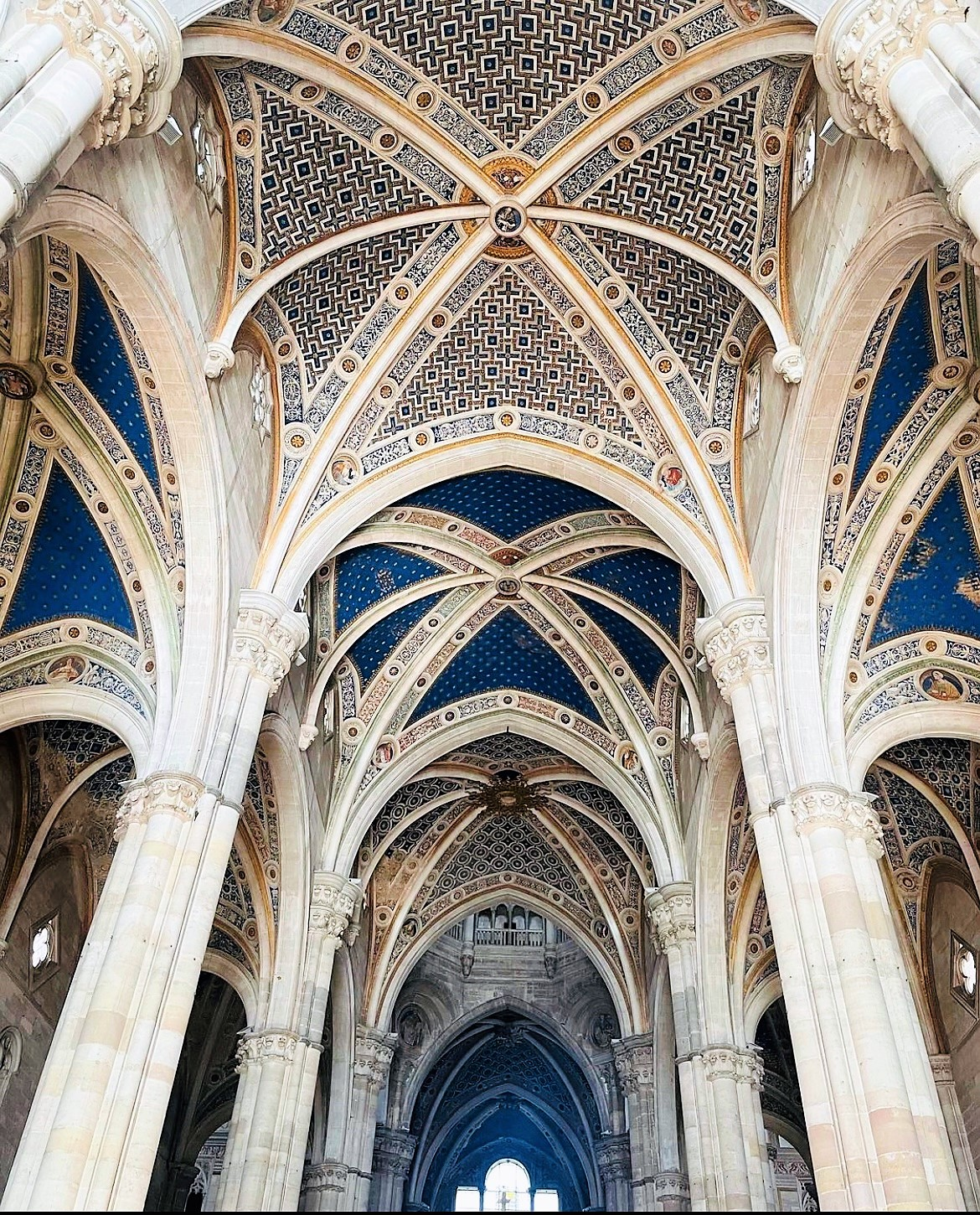
Главный неф
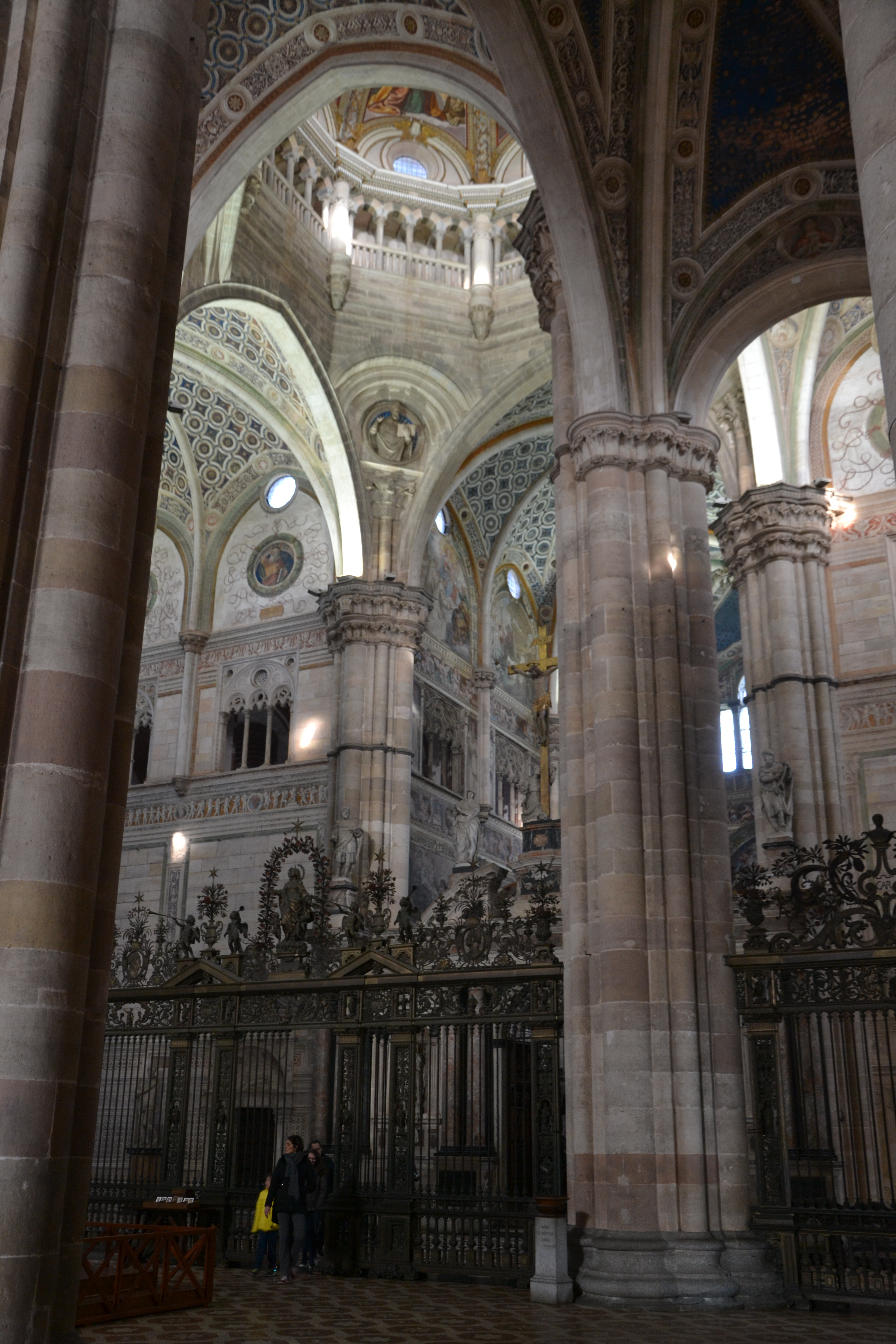
Средокрестие и трансепт
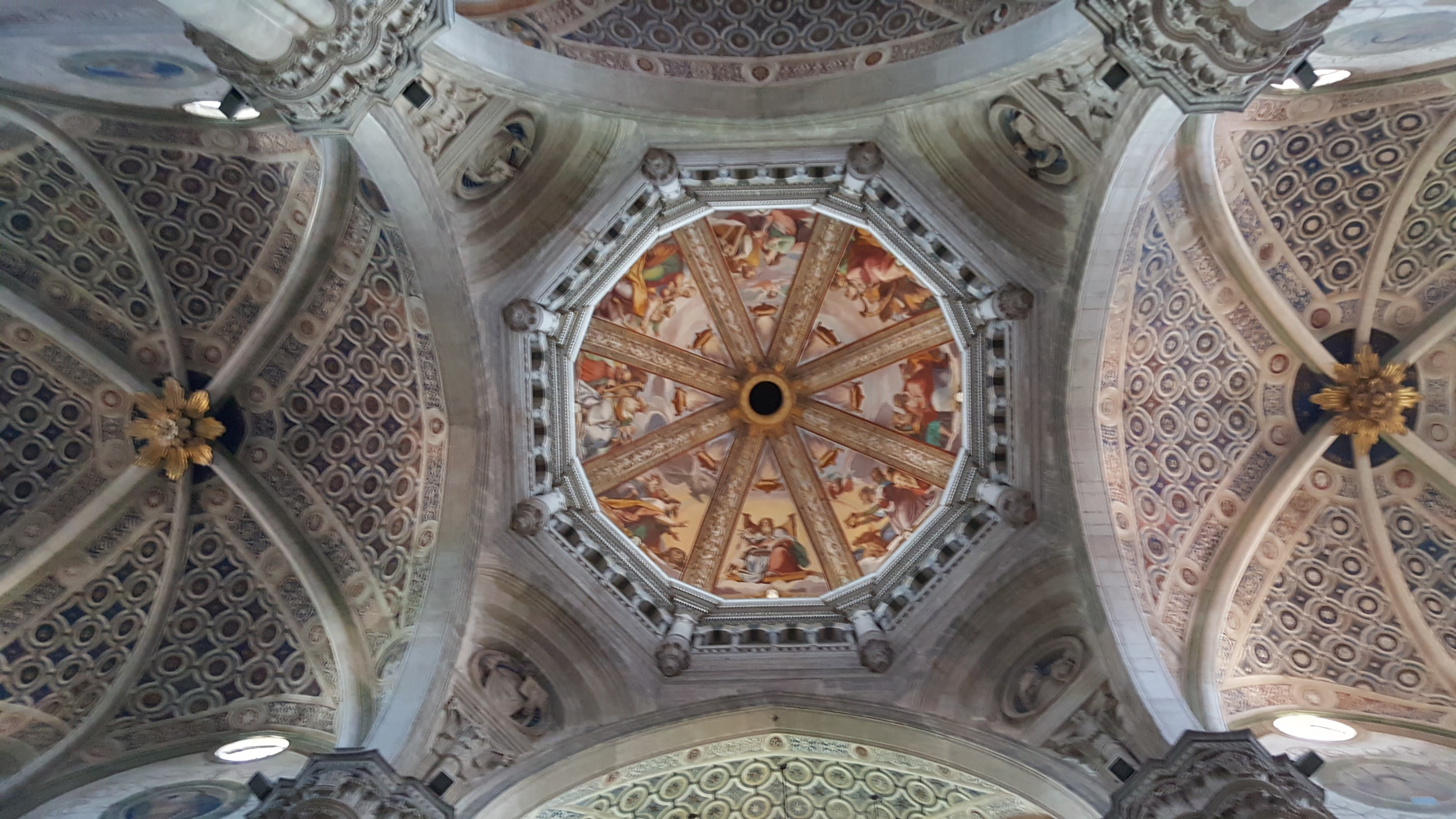
Росписи купола средокрестия. 1599
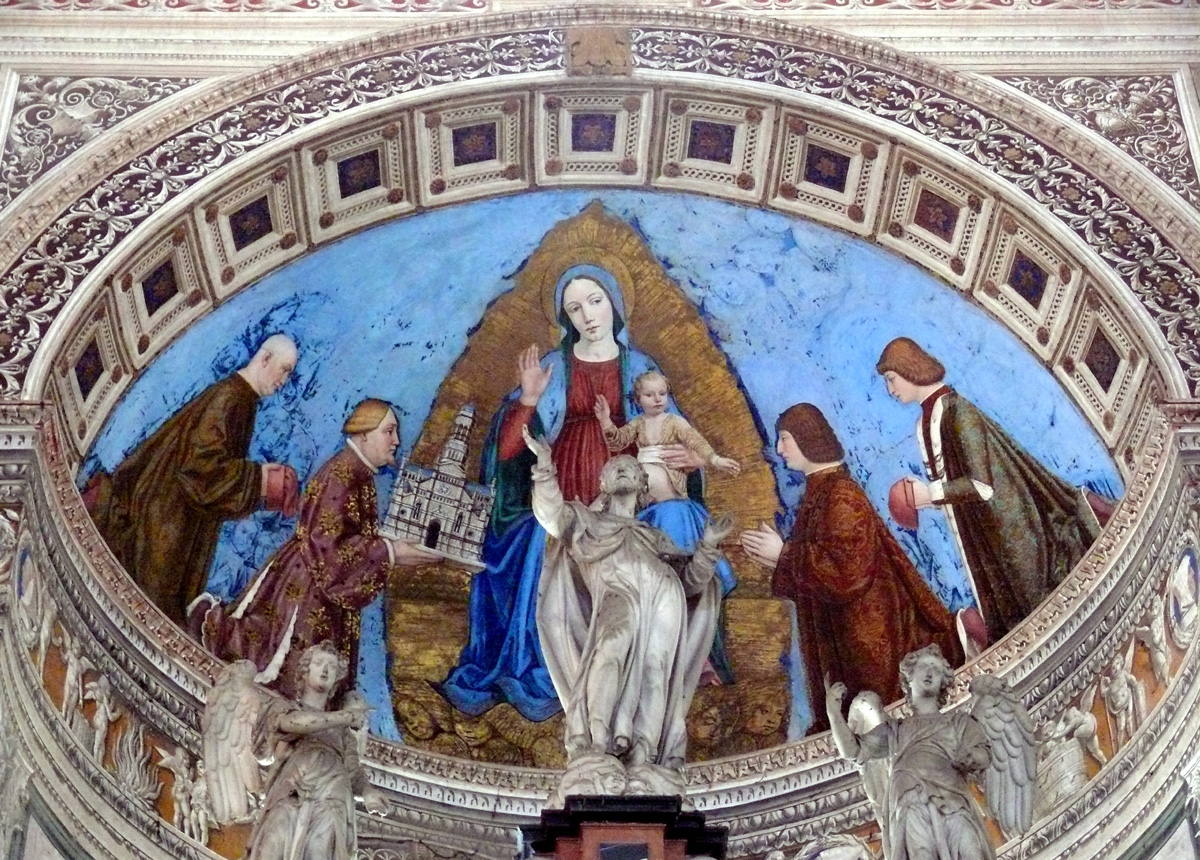
Бергоньоне. Герцог Джан Галеаццо Висконти дарит Чертозу Мадонне
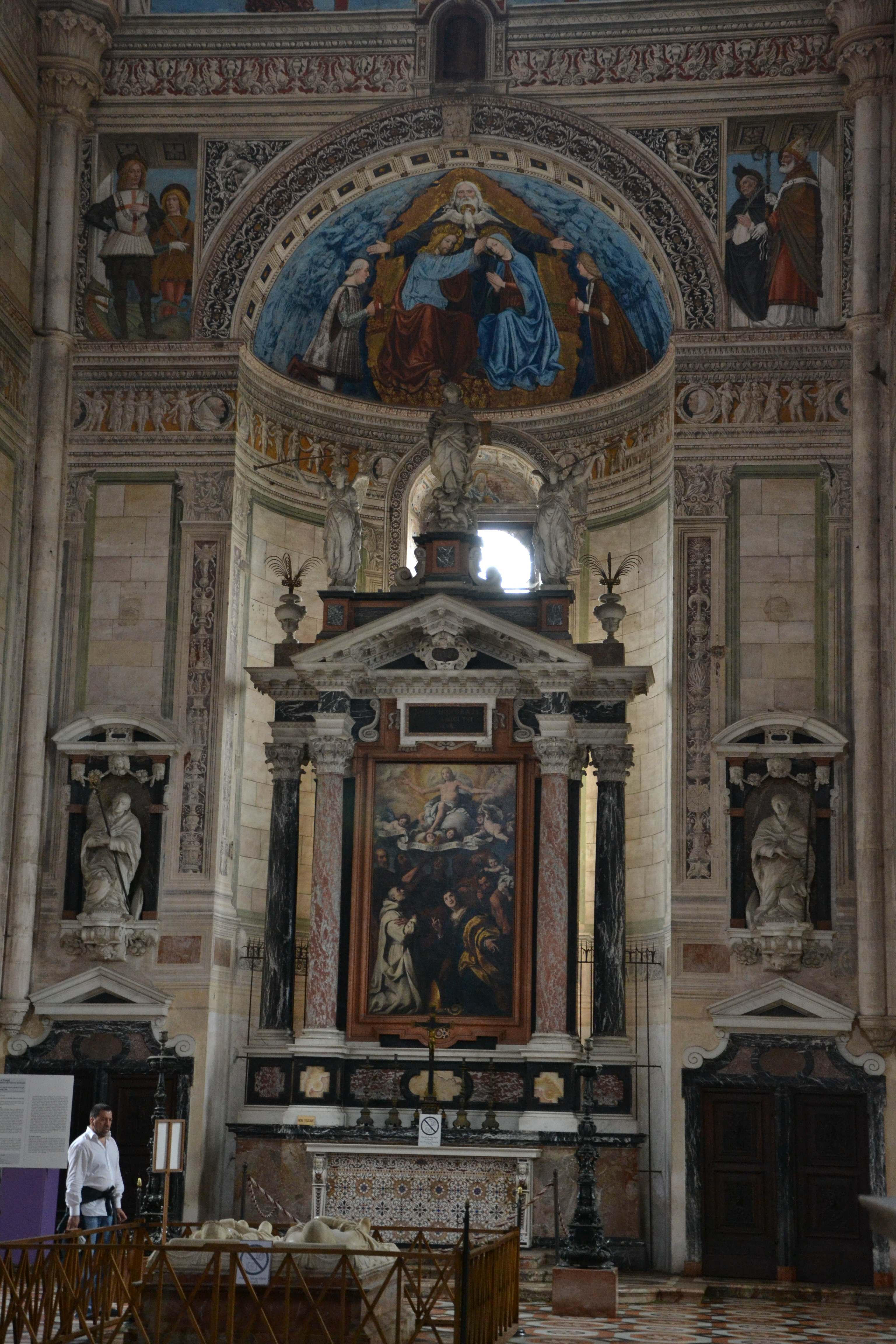
Апсида. Роспись конхи: Бергоньоне. Коронование Девы между Франческо Сфорца, Лодовико иль Моро и святыми Фортунато, Джорджо и Пьетро да Верона. Запрестольный образ — работа Джованни Баттиста Креспи
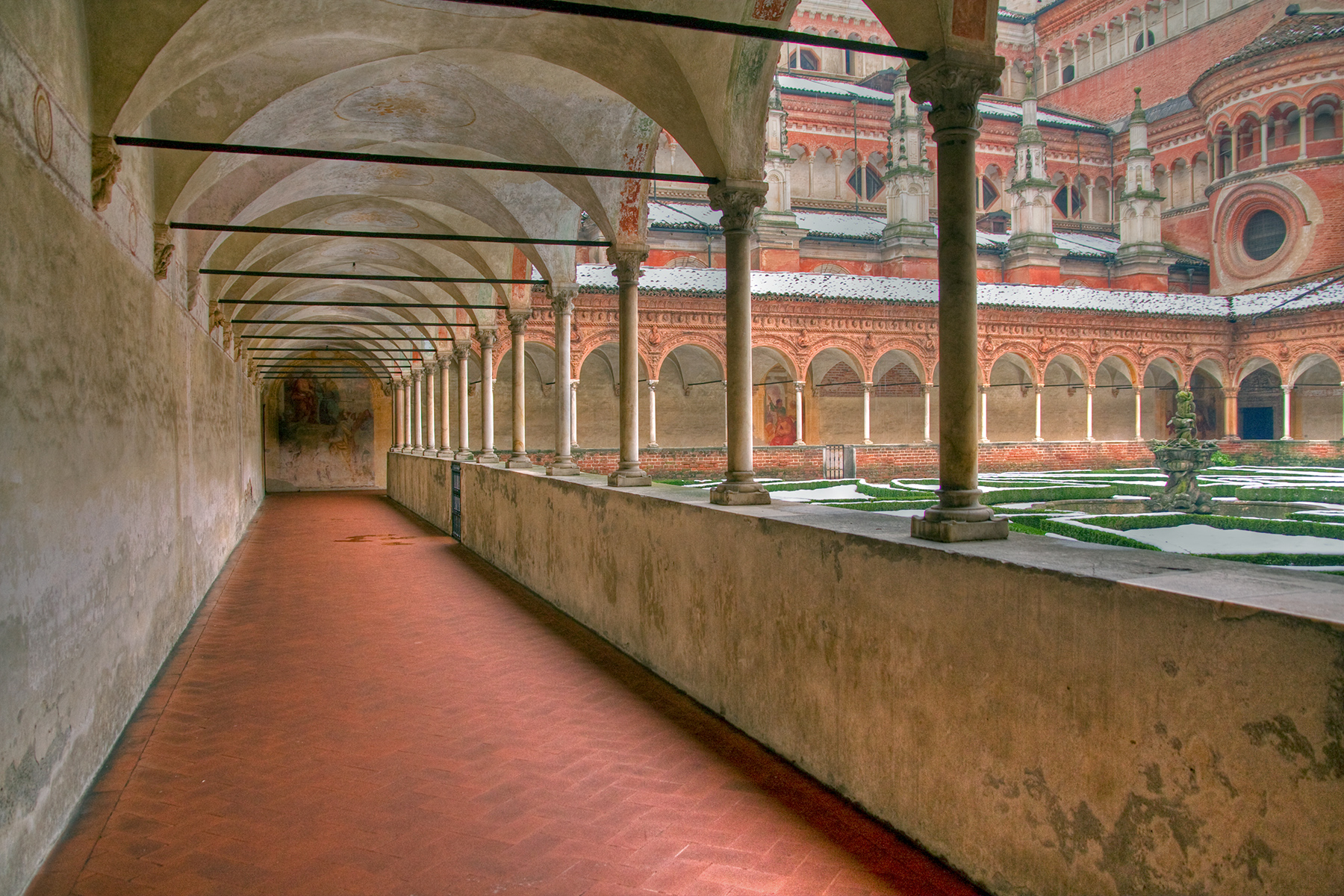
Большой клуатр (кьостро монастыря)
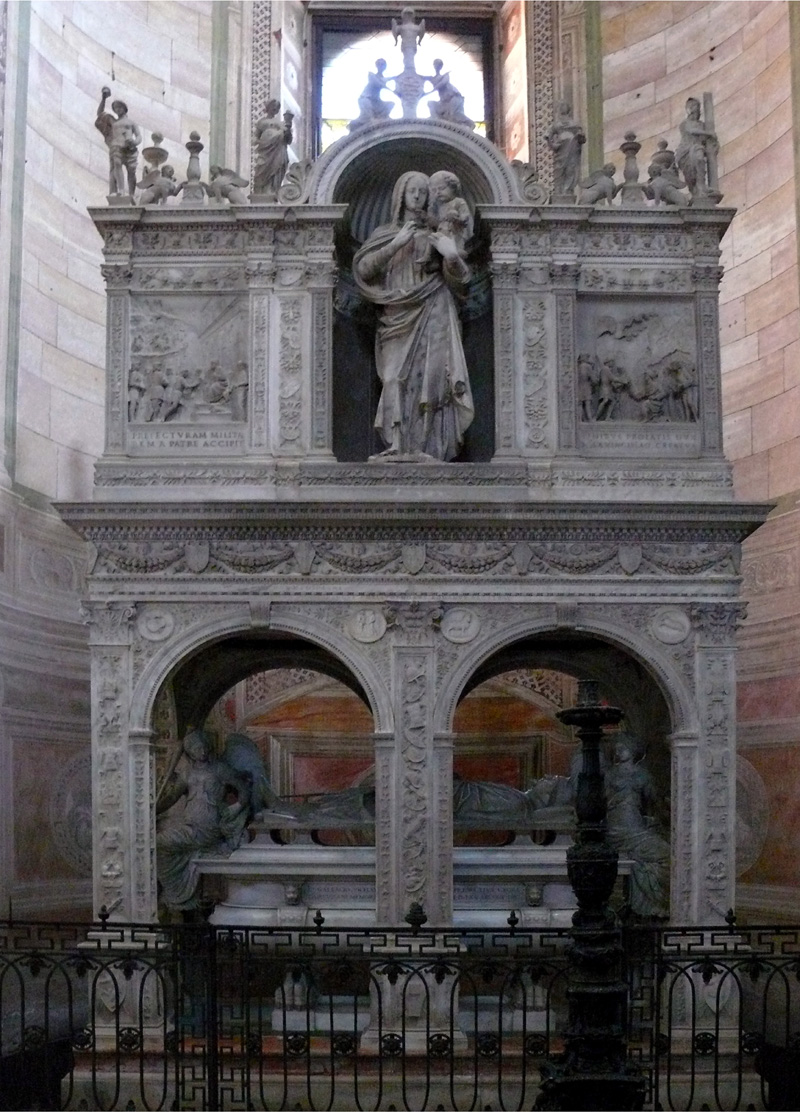
Гробница Джангалеаццо Висконти
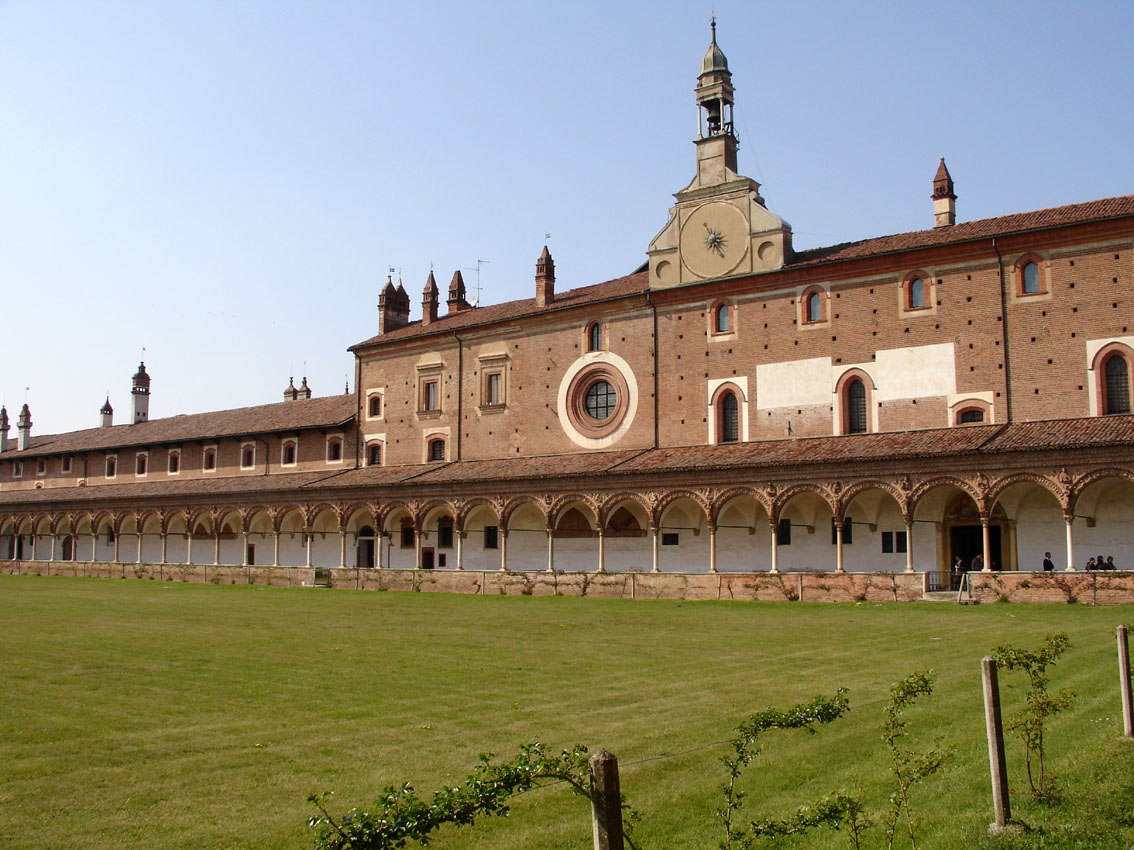
Двор Чертозы